# Petr Koblic
Petr Koblic (* 22. února 1971 Praha) je výraznou osobností českého a evropského kapitálového trhu, od roku 2004 zastává funkci generálního ředitele Burzy cenných papírů Praha a od roku 2018 je předsedou Federace evropských burz cenných papírů (FESE).

## Biografie
Vystudoval Vysokou školu ekonomickou v Praze. V roce 1993 začal pracovat v Živnostenské bance jako obchodník na finančním trhu. V roce 1997 se stal zástupcem ředitele odboru financí. V letech 1997–1998 pracoval v Patria Finance, kam nastoupil ve svých 25 letech. Získal zde cenné zkušenosti s investičním bankovnictvím a propracoval se na manažerskou úroveň. V roce 1998 odešel do společnosti CA IB Securities, kde se postupně stal předsedou představenstva a generálním ředitelem. V letech 2003–2004 byl ředitelem odboru Privátního bankovnictví, cenných papírů a Asset management v HVB Bank Czech Republic.
Od roku 2004 vykonává funkci předsedy a generálního ředitele pražské burzy cenných papírů a je předsedou představenstva Centrálního depozitáře cenných papírů. V roce 2007 se stal předsedou burzovní komory nově založené energetické burzy Power Exchange Central Europe a v roce 2012 členem představenstva CEE Stock Exchange Group AG. Působí také v představenstvu vídeňské burzy cenných papírů (Wiener Börse AG) a je členem dozorčí rady Central European Gas Hub. Od roku 2018, kdy byl zvolen předsedou Federace evropských burz cenných papírů (FESE), působí také na evropské finanční scéně.
Během své kariéry byl členem představenstva AKAT, předsedou lublaňské burzy cenných papírů (Ljubljanska borza) a členem představenstva burzy cenných papírů v Budapešti (Budapesti Értéktőzsde).